# Dangolsheim
Dangolsheim är en kommun i departementet Bas-Rhin i regionen Grand Est (tidigare regionen Alsace) i nordöstra Frankrike. Kommunen ligger i kantonen Wasselonne som tillhör arrondissementet Molsheim. År 2022 hade Dangolsheim 689 invånare.

## Befolkningsutveckling
Antalet invånare i kommunen Dangolsheim
| Referens: INSEE |